# Louis Des Balbes de Berton de Crillon
Louis Des Balbes de Berton de Crillon   (Avinyó, 22 de febrer de 1717 - Madrid, 9 d'abril de 1796), duc de Crillon, duc de Maó, fou un militar francès. El 1731, amb 13 anys, s'allistà com cadet del Regiment Gris de Mosqueters del Regiment d'Infanteria del Rei. Dos anys després ja era tinent del regiment.
Lluità a la campanya del mariscal Claude Louis Hector de Villars a Itàlia, a la Guerra de Successió de Polònia entre el 1734 i el 1738, a la Guerra de Successió d'Àustria entre el 1740 i el 1748, durant la qual va rebre el grau de coronel el 1742, i a la Guerra dels Set Anys entre el 1756 i el 1762. Va lluitar a les batalles de Rocourt, Fontenoy, Rosback, Lutzelberg i al setges d'Oostende, de Friburg, de Nieuwpoort, de Mons i de Namur. Fou nomenat governador de la Picardia, de l'Artois i del Boulonnais.
El 1762, en el si de la Guerra del Set Anys, va participar en la campanya contra Portugal amb el cos expedicionari francès i poc després s'allistà a l'exèrcit dels Borbons espanyols. Fou acompanyant de l'emperador d'Àustria, Josep II, en la seva visita a Espanya. El 1765 fou destituït com a comandant del Campo de Gibraltar per proposar envair la Roca sense declaració prèvia de guerra. El 1770 es casà amb una espanyola d'origen peruà, Anastasia Espinosa, de qui va tenir dos fills: Louis-Antonie i Virginia.
Al servei del rei Carles III d'Espanya, el 1776 se li atorgaren terres a Puerto Rico. El 1780 rebé la Gran Creu de l'Ordre de Carles III. Com a tinent general, dirigí els 12.000 homes de l'expedició francoespanyola que el 19 d'agost de 1781 desembarcà a Menorca, fent fora als anglesos del general James Murray. Els britànics es refugiaren en el Castell de Sant Felip, que l'any següent va patir un llarg setge. Per aquest fet rebé del monarca el títol de duc de Maó.
Aquest fracàs inicial va fer que l'opinió pública espanyola es tornés adversa i començaren unes dures crítiques. Des d'aquest moment el comte de Floridablanca, Ministre d'Estat, i veritable artífex de l'expedició va haver de reaccionar immediatament, tant per fer callar les protestes generalitzades com per a dur a bon terme la conquesta de l'illa. Floridablanca va desenvolupar una activa propaganda en els mitjans de comunicació molt normal en el despotisme il·lustrat de l'època de tenir en compte l'opinió pública.
El 1782 dirigí el fracassat setge de Gibraltar. Des de 1785 fins a la seva mort el 1796 fou capità general de València i Múrcia. Rebé el títol de Gran d'Espanya en 1790.